# Бокхорн (Фризија)
Бокхорн (њем. Bockhorn) општина је у њемачкој савезној држави Доња Саксонија. Једно је од 7 општинских средишта округа Фрисланд. Према процјени из 2010. у општини је живјело 8.647 становника. Посједује регионалну шифру (AGS) 3455025, NUTS (DE94A) и LOCODE (DE BCR) код.

## Географски и демографски подаци
Бокхорн се налази у савезној држави Доња Саксонија у округу Фрисланд. Општина се налази на надморској висини од 6 метара. Површина општине износи 77,0 km².

## Становништво
У самом мјесту је, према процјени из 2010. године, живјело 8.647 становника. Просјечна густина становништва износи 112 становника/km².